# جکسون، شهرستان کمدن، نیوجرسی
جکسون (به انگلیسی: Jackson) یک منطقهٔ مسکونی در ایالات متحده آمریکا است که در شهرستان کمدن، نیوجرسی واقع شده است. جکسون ۳۸٫۱ متر بالاتر از سطح دریا قرار دارد.